# Albacete (província)
Albacete é uma província de Espanha na comunidade autónoma da Castilla-La Mancha.

## Geografia

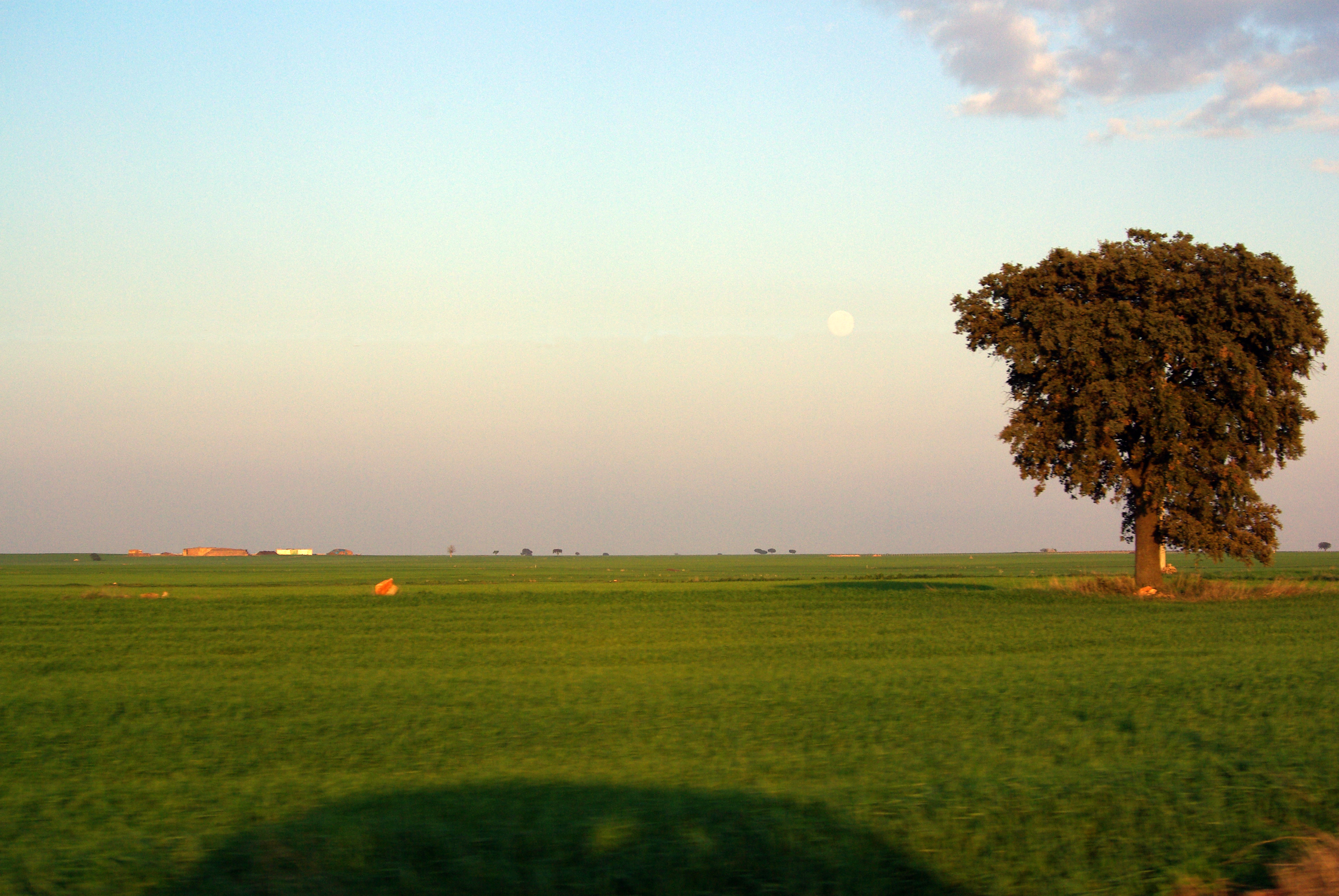
Campo de Albacete

Apresenta uma planície em sua parte norte, situada a 700 metros, enquanto que na parte sul se encontram as zonas mais montanhosas com serras que superam a faixa de 2.000 metros (Serra de Las Cabras em Nerpio). As principais serras são: Serra de Alcaraz, Calar del Rio Mundo, do Taibilla e, na região leste, a Cordilheira de Montearagón.
É uma província fronteiriça entre as vertentes atlântica e mediterrânea, sendo seus rios principais pertencentes a esta última (à vertente mediterránea): o Rio Júcar, o Rio Segura, o Rio Cabriel (afluente do Júcar) e o Rio Mundo que nasce na localidade albacetenha de Riópar. Da vertente atlântica só se destaca o rio Córcoles como afluente do Rio Záncara, assim como as Lagunas de Ruidera. A outra bacia da vertente atlântica que aparece na província, é a do Rio Guadalquivir, onde se destacam o rio Guadalimar e o rio Guadalmena como dois dos principais afluentes desta bacia.

### Comarcas provinciais
Comarcas atuais (ou mancomunidades):
- Llanos de Albacete (Planície de Albacete).
- Campos de Hellín.
- La Mancha do Júcar-Centro.
- La Manchuela (mancomunidade).
- Monte Ibérico-Corredor de Almansa.
- Serra de Alcaraz e Campo de Montiel.
- Serra do Segura

Comarcas tradicionais:
- Corredor de Almansa.
- Campo de Montiel albacetenho (pertencente ao âmbito do Campo de Montiel, comarca dividida com a província de Cidade Real).
- Campos de Hellín.
- Mancha Alta albacetenha (pertencente ao âmbito da Mancha Alta, comarca dividida com as províncias de província de Cidade Real, província de Cuenca e província de Toledo).
- Mancha de Montearagón.
- La Manchuela (compartida con la província de Cuenca).
- Serra de Alcaraz.
- Sierra do Segura.

## Demografia
A província de Albacete apresenta uma baixa densidade demográfica (26,95 habitantes por quilômetro quadrado), concentrada em grande parte na capital provincial (cerca de 42,60% de toda a população da província está na cidade de Albacete). Dos 87 municípios que compõem a província, só seis superam  a faixa dos 10.000 habitantes; apesar disso, 69,94% da população da província se concentra na zona urbana, contra 30,06% que vivem na zona rural. As maiores aglomerações urbanas da província são Albacete, Villarrobledo, Hellín e Almansa.
Ao longo das décadas de 1950-1980, a província de Albacete sofreu uma constante emigração para outras regiões do país. Entretanto, durante a última década do século XX e a primeira do século XXI, a situação se inverteu, graças à imigração de outros pontos do país e também do estrangeiro.
O século XX foi testemunha também de um intenso fenômeno de êxodo rural, que afetou toda a província porém com mais intensidade nas comarcas de Serra de Alcaraz e Campo de Montiel e Serra do Segura, que hoje são as comarcas com menor densidade demográfica. A cidade de Albacete foi a grande beneficiada da província por este fenómeno: passou de 21.373 habitantes no ano de 1900 a 148.934 habitantes em 2001.
| Posição | Município                  | População |
| ------- | -------------------------- | --------- |
| 1ª      | Albacete                   | 171.390   |
| 2ª      | Hellín                     | 31.199    |
| 3ª      | Villarrobledo              | 26.485    |
| 4ª      | Almansa                    | 25.432    |
| 5ª      | La Roda                    | 16.414    |
| 6ª      | Caudete                    | 10.477    |
| 7ª      | Tobarra                    | 8.205     |
| 8ª      | Tarazona de la Mancha      | 6.647     |
| 9ª      | Madrigueras                | 4.834     |
| 10ª     | Casas-Ibáñez               | 4.818     |
| 11ª     | Villamalea                 | 4.051     |
| 12ª     | Chinchilla de Monte-Aragón | 4.015     |
| 13ª     | Elche de la Sierra         | 3.951     |
| 14ª     | Munera                     | 3.812     |
| 15ª     | Yeste                      | 3.268     |
| 16ª     | El Bonillo                 | 3.033     |
| 17ª     | Pozo Cañada                | 2.895     |
| 18ª     | Fuente-Álamo               | 2.643     |
| 19ª     | Ossa de Montiel            | 2.641     |
| 20ª     | La Gineta                  | 2.563     |
| 21ª     | Balazote                   | 2.461     |
| 22ª     | Alpera                     | 2.438     |
| 23ª     | Montealegre del Castillo   | 2.284     |
| 24ª     | Ontur                      | 2.281     |
| 25ª     | Barrax                     | 2.063     |

## Clima
Continental, com grandes extremos: invernos muito frios (Já se chegou até -25 °C, a temperatura mais baixa registrada em una capital de província) e verões muito quentes (superando 42 °C). Além disso, o clima é em geral bastante seco, exceto na região sul da província, que é montanhosa e apresenta uma pluviosidade maior.

## Símbolos
O escudo representa, em sua parte esquerda, as chaves de Alcaraz sobre um fundo vermelho; Já na sua parte direita, a mão alada e armada com uma espada sobre um fundo vermelho do Marquesado de Vilhena; na parte baixa, a Cruz de Santiago sobre fundo branco; e no centro, o escudo da capitalque está arrematado pela coroa real.
A bandeira consiste no escudo, sobre um fundo vermelho.
A província também possui hino próprio.

## História
Na época pré-romana, os territórios da atual província de Albacete formavam parte da Carpetania e Celtibéria, de adscrição Celtibéria, e das Contestânia, Bastetânia e Oretânia ibéricas; muitos dos sítios arqueológicos mais renomados e representativos de algumas destas culturas foram descobertos nestas terras albacetenhas. O Museu Provincial de Albacete guarda uma grande coleção de obras dessa época, sendo um dos mais destacados a nível nacional. Nestas terras se foram achadas peças únicas e emblemáticas, dentro da Arqueologia nacional, como o Tesouro de Abengibre, a Bicha de Balazote, o Leão de Bienservida, a Gran Dama Oferente, a Dama de Caudete, a Esfinge de Haches, as Esfinges gêmeas de El Salobral, o Sepulcro de Pozo Moro que estão em diversos museus nacionais e internacionais.
Na época romana se destacaram as cidades de Libisosa (Lezuza), Saltigi (Chinchilla de Monte-Aragón) e Ílino (Hellín), além de outros enclaves como Heliké (Elche de la Sierra).
Durante a época islâmica, depois de pertencer ao emirado e califado de Córdova, a maior parte da província passou a fazer parte menos conhecida e estudada na província pois se detecta que algumas zonas, como todo o oeste da região, sofreram uma tremenda despovoação, devido em parte à situação de guerra.
Depois da reconquista cristã por Fernando III de Castela na maioria de suas localidades, exceto a zona mais oriental cuja reconquista caiu nas mãos de Jaime I de Aragão (Caudete), a maior parte da província pertenceu aos marqueses de Vilhena. A capital judicial da zona se encontrava em Chinchilla. 

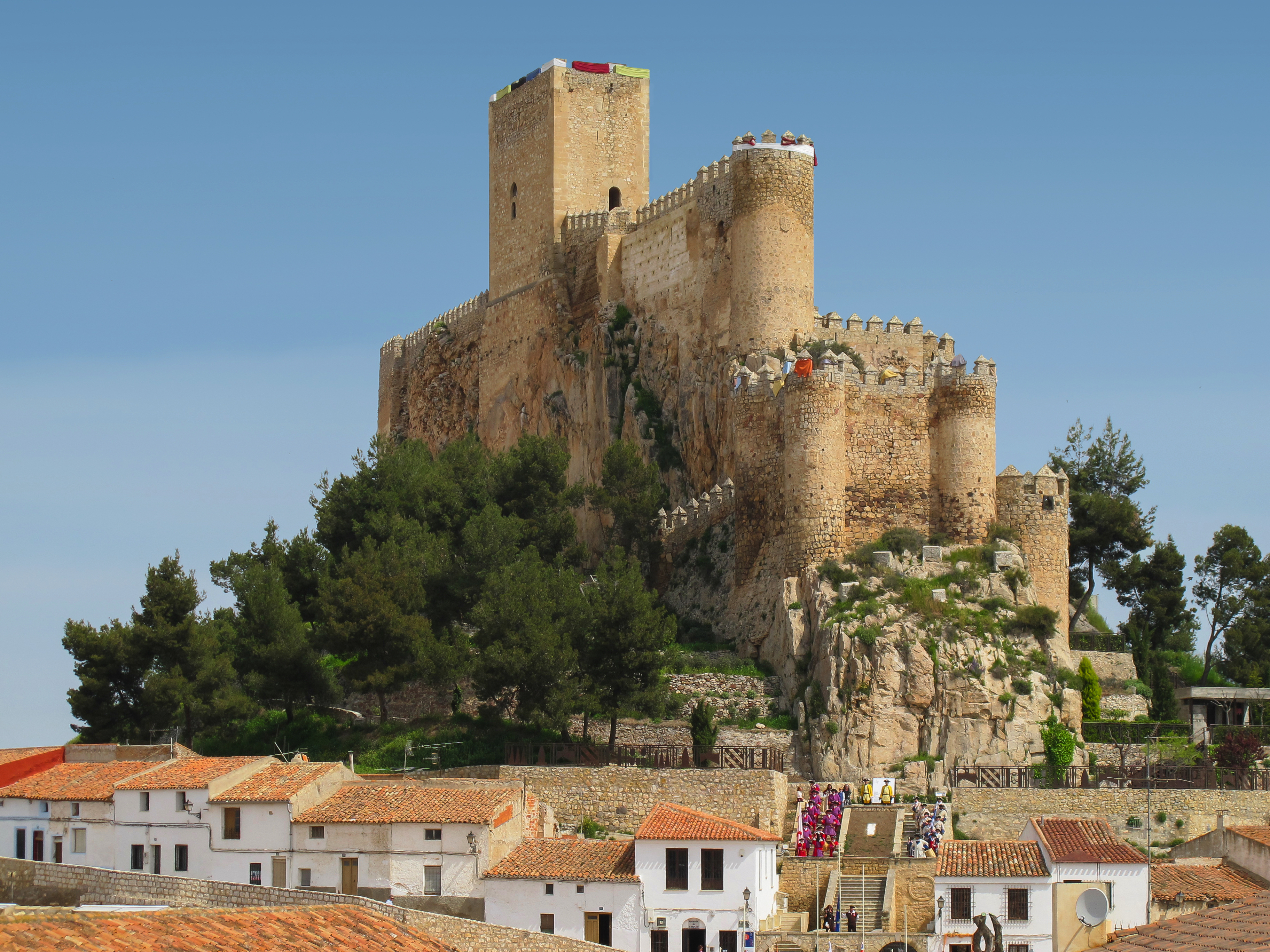
Castelo de Almansa

Em 1475 Alcaraz e outras cidades como Villarrobledo e El Bonillo se levantam em armas contra o Marquês de Vilhena e a favor dos Reis Católicos. A rebelião vence e todas as cidades pertencentes ao Alfoz de Alcaraz, na metade ocidental da província, passaram às mãos da Coroa de Castela.
Em Almansa aconteceu uma importante batalha em 25 de abril de 1707, a Batalha de Almansa,  durante o conflito internacional da Guerra de Sucessão Espanhola. Neste conflito europeu dois aspirantes a reis (ambos estrangeiros) pretendiam a Coroa espanhola e, como consequência, a hegemonia na América e Europa. Como resultado desta batalha, Felipe de Borbón (depois Felipe V) viu aberto o caminho até o seu triunfo final, que não foi imediato, pois a Guerra de Sucessão Espanhola terminou em 1714.
Em 1822 se cria a passageira província de Chinchilla, compondo-se dos municípios das províncias de La Mancha, Cuenca e do Reino de Múrcia. A província, com capital em Chinchilla de Monte-Aragón, se manteve durante pouco tempo devido à volta ao estado provincial anterior com a Década Ominosa.
Em 1833 Javier de Burgos, baseando-se na província de Chinchilla, criou a província de Albacete, com a capital sendo a cidade de Albacete. As principais mudanças territoriais posteriores são a saída de Vilhena em 1836 e a entrada de Villarrobledo em 1846.
Desde sua criação, esta província formou parte da Região de Múrcia até que em 1978 se criou a comunidade autônoma de Castilla-La Mancha (estatuto aprovado en 1982), da qual atualmente pertence.

## Economia
Albacete foi tradicionalmente uma província predominantemente agrícola, em especial no agricultura de sequeiro, destacando-se as produções de cereais, uvas, oliveiras, e em determinadas regiões o açafrão e fungos. Durante o século XX, a irrigação teve um grande crescimento na província.
Quanto à atividade industrial, destacam-se a indústria alimentar, com exemplos as de produção de vinho e Queijo e a indústria metalúrgica em Villarrobledo, a indústria química em La Roda, a de calçados em Almansa, a de talheres em Albacete.
Desde o final do século XX teve auge a produção de energia eólica, com a instalação de numerosos parques eólicos, colocando a província em segundo lugar a nível nacional, depois de Navarra.
Também se está tendo um grande desenvolvimento da indústria aeronáutica, como se manifesta na instalação da fábrica da Eurocopter próxima à capital, junto ao aeroporto de Albacete-Los Llanos e a Base Aérea de Los Llanos.
Em 2007, a província de Albacete teve uma renda per capita de 16.731 €, o que a nível nacional a situa na posição 46ª dentre as 50 províncias espanholas.
Em 2008 foi inaugurada em El Bonillo uma planta termossolar capaz de abastecer 800.000 pessoas, o dobro da população em 2009 de toda a região.

## Rodovias
Devido à estratégica localização da província entre o centro  da península e o levante espanhol, as vias de comunicação são consideradas excelentes:
- A-30: Auto-estrada de Murcia. Liga Albacete a Cartagena. Passa por Albacete, Tobarra e Hellín.
- A-31: Auto-estrada de Alicante. Entre Atalaya del Cañavate e Alicante. Passa por La Roda, Albacete e Almansa.
- A-35: Autovía Almansa-Játiva. Faz a ligação entre as duas cidades.
- AP-36: Autopista Ocaña-La Roda. Faz a ligação entre as duas cidades.
- A-43: Auto-estrada de Extremadura à Comunidade Valenciana. Passa peça cidade de Villarrobledo

Por ferrovias, a província está ligada desde quando se iniciou esse meio de transporte na Espanha. A linha Madrid-Alicante foi a primeira a prestar serviço no país. Também passando pela região a linha até Cartagena e Valencia.
Existem estações de trem em Albacete, Almansa, Caudete, Hellín, La Gineta, La Roda, Minaya e Villarrobledo.
A província conta com o aeroporto de Albacete-Los Llanos que está situado 4 km ao sul de Albacete, na estrada CM-3203. Aeroportoesse que começou a funcionar oficialmente como aeroporto civil em 2003.

## Turismo
A província conta com onze festas declaradas de Interesse Turístico, em suas diversas categorias:
- Tamborada e Semana Santa de Hellín: Interesse Turístico Internacional.
- Feira de Albacete: Interesse Turístico Internacional.
- Semana Santa de Tobarra: Interesse Turístico Nacional.
- Festas Maiores de Almansa (Mouros e Cristãos): Interesse Turístico Nacional.[3]
- Festas de São Bartolomeu Apóstolo em Tarazona de la Mancha (século XVII): Interesse Turístico em 1970.
- Carnaval de La Roda : Interesse Turístico Regional.
- Carnaval de Villarrobledo: Interesse Turístico Nacional.
- Semana Santa de Villarrobledo: Interesse Turístico Regional.
- Festa das Alfombras de Serrín de Elche de la Sierrra: Interesse Turístico Regional.
- Festas Patronais de Mouros e Cristãos de Caudete: Interesse Turístico Regional desde 1987.[4]
- Semana Santa de Albacete: Interesse Turístico Regional.
- Semana Santa de Chinchilla de Monte-Aragón (início em 1584): Interesse Turístico Regional.

No final do século XX teve grande importância a difusão dos diferentes Caminhos de Santiago que percorrem a província, entre eles a Rota de la Lana. Este caminho une a cidade de Alicante com a de Burgos, onde se une com o Caminho Francês, e percorre a província desde Almansa até Villamalea, passando também pelos municípios de Bonete, Alpera, Alatoz, Alcalá del Júcar e Casas-Ibáñez.
Além disso, a Serra do Segura conta com vários pontos de interesse, como o Nascimento do Rio Mundo, no município de Riópar, e a rota de Amanece que no es poco, em Ayna, Liétor e Molinicos.